# Schwarme
Schwarme – miasteczko w Niemczech, położone w Dolnej Saksonii. Liczy 2500 mieszkańców.